# Ленинское (Еврейская автономная область)
Ле́нинское — село, районный центр Ленинского района Еврейской автономной области.
Население — 4785 чел. (2021).

## Этимология
Основано в 1858 году Забайкальскими казаками и получило название Михайло-Семёновское, в 1934 году переименовано в Блюхерово в честь советского военачальника В. К. Блюхера. После ареста Блюхера в 1938 году село переименовано в Ленинское.

## География
Село Ленинское стоит на левом берегу реки Амур. В двух километрах севернее села находится станция Ленинск Дальневосточной железной дороги (код РЖД 963205).
С Биробиджаном Ленинское связано автомобильной дорогой регионального значения Р455 (через Бирофельд), расстояние до Биробиджана 114 км.

## История

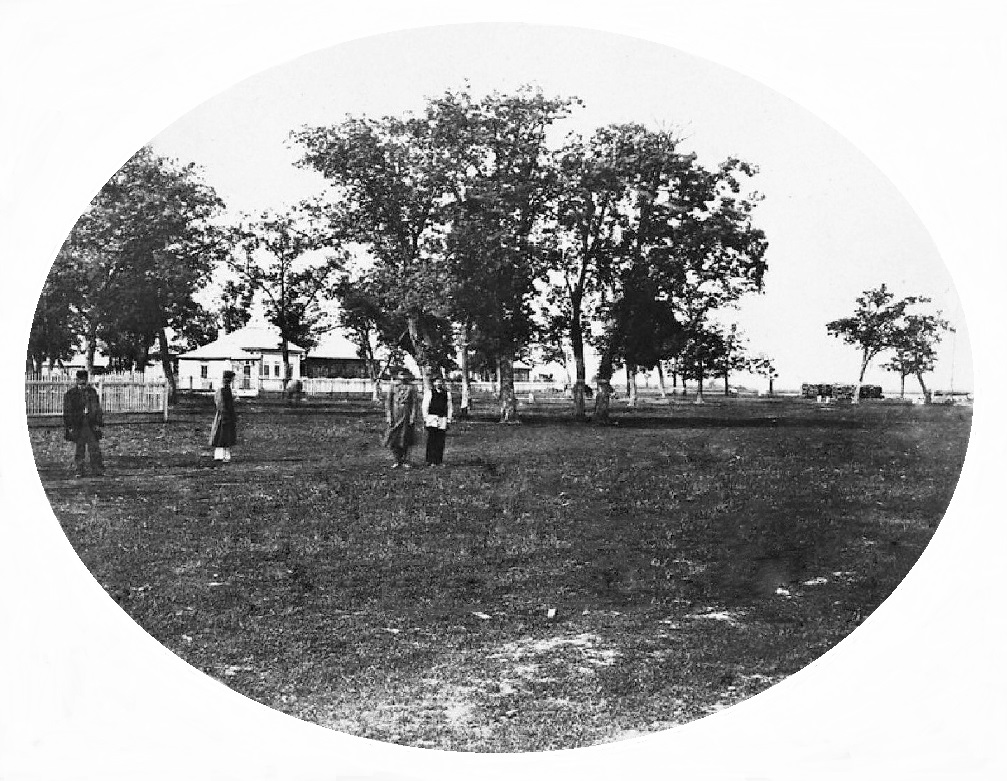
Михайло-Семёновское. 1860-е года

Основано в 1858 году как Михайло-Семёновское в результате заселения приамурской территории казаками Забайкальского войска. Заселение носило принудительный характер и было связано с необходимостью занять жителями и войсками незаселённую приграничную с Китаем территорию. Заселение велось вдоль всего левого берега Амура партиями на расстоянии 20-30 вёрст друг от друга для создания непрерывной линии пограничных кордонов, почтовых и пароходных станций.
Первыми жителями Михайло-Семёновского стали казаки из Амурского пешего казачьего батальона. К 1893 году в Амурском пешем казачьем батальоне значились три станичных округа: Екатерино-Никольский, Михайло-Семёновский, Раддевский.
Из отчёта военного губернатора Амурской области генерал-лейтенанта К. Н. Грибского за 1900 год:
 … Амурское казачье войско, занимающее береговую полосу р. Амур от станицы Покровской до выселка Забеловского (на территории будущей автономии — от пос. Сторожевого до выселка Забеловского), делилось на три участка, в третий участок входили станичные округа Амурского пешего казачьего батальона:

Екатерино-Никольский — 7 селений, 576 дворов, 4476 душ населения;

Михайло-Семёновский — 14 селений, 624 двора, 4908 душ населения;

Раддевский — 4 селения, 148 дворов, 1157 душ населения.
В советский период от Биробиджана к селу проложена железная дорога, строится инфраструктура.
Определяющее значение в развитии Ленинского сыграло его важное стратегическое значение. В октябре 1929 г. в станице концентрировались войска 2-й Приамурской стрелковой дивизии под командованием И. А. Онуфриева и корабли Амурской флотилии, участвовавшие 12 октября — 2 ноября 1929 г. в Сунгарийской операции Особой Дальневосточной Армии (впоследствии — Особая Краснознамённая Дальневосточная Армия, ОКДВА).
В 1934 году переименовано в Блюхерово в честь Маршала Советского Союза Василия Константиновича Блюхера.
20 июля 1934 года ВЦИК постановил «образовать в составе автономной Еврейской национальной области: 4) Блюхеровский район с центром в селении Блюхерово (быв. Михайлово-Семеновское)».
После того как Блюхера репрессировали, в 1938 году село переименовано в Ленинское.
31 марта 1967 года был создан Ленинский отдельный дивизион сторожевых кораблей и катеров, войск Дальневосточного Краснознамённого Пограничного Округа КГБ, с местом дислокации — село Ленинское.
13 июня 1969 года Ленинский дивизион переформировывается в 13-ю Отдельную бригаду сторожевых кораблей (13ОБСКР).

## Население
| 1869  | 1879  | 1901  | 1917  | 1924  | 1926  | 1930  |
| ----- | ----- | ----- | ----- | ----- | ----- | ----- |
| 366   | ↗466  | ↗741  | ↗1345 | ↘1193 | ↘1154 | ↗1233 |
| 1939  | 1959  | 1970  | 1979  | 1989  | 1992  | 2002  |
| ↗2149 | ↗3424 | ↗5035 | ↗6424 | ↗6707 | ↘6400 | ↗7048 |
| 2010  | 2021  |       |       |       |       |       |
| ↘6109 | ↘4785 |       |       |       |       |       |

## Климат
- Среднегодовая температура воздуха — 1,9 °C
- Относительная влажность воздуха — 74,2 %
- Средняя скорость ветра — 2,9 м/с

| Показатель                            | Янв.  | Фев.  | Март | Апр. | Май  | Июнь | Июль | Авг. | Сен. | Окт. | Нояб. | Дек.  | Год |
| ------------------------------------- | ----- | ----- | ---- | ---- | ---- | ---- | ---- | ---- | ---- | ---- | ----- | ----- | --- |
| Средняя температура, °C               | −19,1 | −15,9 | −8,8 | 3,3  | 11,3 | 17,4 | 20,5 | 19,3 | 12,9 | 4,1  | −6,6  | −16,7 | 1,9 |
| Источник: NASA. База данных RETScreen |       |       |      |      |      |      |      |      |      |      |       |       |     |

## Погранзона
Ленинское расположено в пограничной зоне. В январе 2012 года погранслужба ФСБ РФ задержала вблизи Ленинского корреспондента Le Figaro Пьера Авриля, гражданина Франции. Он был оштрафован за отсутствие пропуска на 500 рублей и отпущен.